# Zographus hieroglyphicus
Zographus hieroglyphicus là một loài bọ cánh cứng trong họ Cerambycidae.